# Doratogonus infragilis
Doratogonus infragilis là một loài cuốn chiếu trong họ Spirostreptidae. Chúng là loài đặc hữu của Nam Phi.
Môi trường sống tự nhiên của chúng là vùng đất ẩm thấp như các khu rừng nhiệt đới hoặc cận nhiệt đới.
Loài này đang bị đe dọa do mất môi trường sống.